# Silvia Domínguez
Silvia Domínguez Fernández (Montgat, Barcelona, 31 de enero de 1987) es una exjugadora española de baloncesto. Ocupaba la posición de base y su último equipo fue el Perfumerías Avenida de la Liga femenina española.
Fue internacional absoluta con la selección española desde 2006 y con ella se ha proclamado tricampeona de Europa en 2013, 2017 y 2019, subcampeona del mundo en 2014 y subcampeona olímpica en 2016.

## Trayectoria
Con 6 años comenzó su andadura en su colegio, el C.E. Mireia de Montgat (Barcelona), donde pronto se daría cuenta de que este deporte tenía que formar parte de su vida, aunque antes de jugar a baloncesto probó de forma efímera la gimnasia deportiva en el Centro de Alto Rendimiento de La Foixarda (Barcelona). Tras empezar en la escuela de baloncesto de su escuela recaló en el CB Sant Josep, donde no podía disputar competiciones oficiales por no contar por entonces con equipos femeninos ni mixtos dicha entidad. Tras una temporada en el club parroquial, prosiguió su trayectoria en la escuela Gitanjali de Badalona -donde coincidió con Anna Cruz- y, posteriormente, en el Badalona Bàsquet Club (BBC). Tras jugar en esta entidad hasta categoría preinfantil, a los 12 años entró a formar parte de la cantera del Universitari de Barcelona, donde ya en edad infantil llegó a jugar con el equipo cadete e, incluso, con el júnior. Cabe recordar que mientras jugaba aquí, en la temporada 2003-2004, LC le robó un balón. 
La temporada siguiente, saltándose una categoría, pasó a formar parte de la plantilla de la categoría júnior, y ese mismo año (2003) consiguió su primera Liga Regular con el primer equipo del UB-FC Barcelona, con el que entrenaba asiduamente pero no contó con muchas oportunidades. En el 2004 dio un paso muy importante en su vida, ya que abandonó su ciudad natal para incorporarse a las filas del USP – CEU Adecco Estudiantes de Madrid, donde se convirtió en pieza clave del equipo siendo uno de sus referentes anotadores. 
Para la temporada 2006-2007, Silvia renueva contrato con Estudiantes, pero la necesidad del Perfumerías Avenida de Salamanca de una base hizo que, previo pago de su cláusula de rescisión, se incorporase a las filas de dicho club, donde desarrolló su juego hasta 2011, siendo unas de las jugadoras más destacadas y capitana del equipo. Allí ganó su primera Euroliga en 2011, repitió en 2012 tras su llegada al Ros Casares Valencia y, en 2013, consiguió su tercera Copa de Europa consecutiva con el UMMC Ekaterimburgo ruso, lo que la convierte en la única jugadora de la historia que ha ganado tres Euroligas consecutivas con tres equipos distintos.
El 20 de mayo de 2025, en un acto celebrado en el Pabellón de Würzburg, Salamanca, anunció su retirada como deportista profesional, tras 21 años de carrera y un dilatado palmarés.  En ese mismo acto, se anunció que dicho pabellón llevaría su nombre, pasando a llamarse "Pabellón municipal de Würzburg Silvia Domínguez". 

## Selección nacional
Con respecto a la selección, Silvia ha sido convocada en numeras ocasiones en categorías inferiores, destacando la medalla de oro que consiguió en el Europeo de Sofía con la categoría sub-20 durante el verano de 2007, donde fue miembro del quinteto ideal y MVP del torneo. En 2006, con 19 años, fue convocada por primera vez para disputar el Mundial de Brasil con la selección absoluta.
En 2013, el 30 de junio se proclama campeona de Europa con la Selección tras ganar a Francia, precisamente en su país, la final del Eurobasket de 2013 por un ajustado 70-69.
Asimismo fue parte integrante de la selección que obtuvo las medallas de plata en el Campeonato Mundial de 2014 celebrado en Turquía, y en los Juegos Olímpicos de Río 2016
.

## Estadísticas Euroliga
|  | Denota temporadas en las que se proclama campeón de la Euroliga |

| Temporada | Equipo              | Liga     | PJ | MPP  | PPP | RPP | APP |
| --------- | ------------------- | -------- | -- | ---- | --- | --- | --- |
| 2006-07   | Halcón Avenida      | Euroliga | 12 | 23   | 6,1 | 1,2 | 2,3 |
| 2007-08   | Halcón Avenida      | Euroliga | 12 | 17,5 | 6,6 | 1,3 | 1,8 |
| 2008-09   | Halcón Avenida      | Euroliga | 17 | 28,8 | 6,4 | 2,6 | 3,4 |
| 2009-10   | Halcón Avenida      | Euroliga | 15 | 30,1 | 6,4 | 3,1 | 3,7 |
| 2010-11   | Halcón Avenida      | Euroliga | 16 | 26,8 | 5,7 | 2,2 | 4,1 |
| 2011-12   | Ros Casares         | Euroliga | 18 | 23,1 | 5,8 | 1,9 | 3,8 |
| 2012-13   | UMMC Ekaterinburg   | Euroliga | 17 | 23,9 | 4,2 | 2,5 | 4,4 |
| 2013-14   | UMMC Ekaterinburg   | Euroliga | 15 | 23,3 | 4,9 | 3,0 | 2,9 |
| 2014-15   | UMMC Ekaterinburg   | Euroliga | 15 | 11,6 | 1,9 | 1,3 | 1,1 |
| 2015-16   | Perfumerías Avenida | Euroliga | 14 | 25,7 | 8,6 | 2,6 | 5,2 |
| 2016-17   | Perfumerías Avenida | Euroliga | 16 | 30,2 | 8,4 | 3,1 | 4,7 |
| 2017-18   | Perfumerías Avenida | Euroliga | 14 | 27,2 | 7,3 | 2,5 | 4,1 |

(Leyenda: PJ= Partidos jugados; MPP= Minutos por partido; PPP= Puntos por partido; RPP= Rebotes por partido; APP= Asistencias por partido)

## Clubes
| Equipo                     | Liga                  | Temporadas |
| -------------------------- | --------------------- | ---------- |
| CE Mireia                  | Categorías inferiores | 1993-1994  |
| CB St.Josep de Badalona    | Categorías inferiores | 1994-1995  |
| Escuela Gintanjali         | Categorías inferiores | 1995-1998  |
| Badalona Basket Club       | Categorías inferiores | 1998-1999  |
| Universitari               | Categorías inferiores | 1999-2000  |
| Universidad de Barcelona   | Categorías inferiores | 2000-2002  |
| UB-FCBarcelona             | Liga Femenina España  | 2002-2004  |
| USP-CEU Adecco Estudiantes | Liga Femenina España  | 2004-2006  |
| Perfumerías Avenida        | Liga Femenina España  | 2006-2011  |
| Ros Casares Valencia       | Liga Femenina España  | 2011-2012  |
| UMMC Ekaterinburg          | Premier League Rusia  | 2012-2015  |
| Perfumerías Avenida        | Liga Femenina España  | 2015-2025  |

## Palmarés

### Selección española

#### Absoluta
- Eurobasket 2013 ( Francia)
- Eurobasket 2017 ( República Checa)
- Eurobasket 2019 ( Letonia– Serbia)
- Mundial 2014 ( Turquía)
- Juegos Olímpicos de 2016 (Río de Janeiro)
- Eurobasket 2023 ( Eslovenia– Israel)
- Eurobasket 2009 ( Letonia)
- Eurobasket 2015 ( Rumania– Hungría)
- Mundial 2018 ( España)

#### Categorías inferiores
- Europeo U20 2007 ( Polonia) – MVP
- Europeo U18 2004 ( Eslovaquia)
- Europeo U18 2005 ( Hungría)

### UB-FC Barcelona
- Liga Femenina (1): 2002/03

### Perfumerías Avenida Salamanca
- Euroliga (1): 2010/11
- Liga Femenina (6): 2010/11, 2015/16, 2016/17, 2017/18, 2020/21, 2021/22
- Copa de la Reina (5): 2016/17, 2017/18, 2018/19, 2019/20, 2021/2022
- Supercopa de España (5): 2010, 2016, 2017, 2018, 2020.

### Ros Casares
- Euroliga (1): 2011/12
- Liga Femenina (1): 2011/12

### UMMC Ekaterimburgo
- Euroliga (1): 2012/13
- Supercopa de Europa (1): 2013
- Premier League (3): 2012/13, 2013/14, 2014/15
- Copa de Rusia (2): 2012/13, 2013/2014